# Rathaus Oberlößnitz
Das ehemalige Rathaus Oberlößnitz liegt in der Hauptstraße 49 im Radebeuler Stadtteil Oberlößnitz. Das Gebäude wurde am 17. April 1900 seiner Funktion übergeben. Heute befindet sich dort unter anderem das Christliche Kinderhaus „Guter Hirte“, eine Kindertagesstätte der Kinderarche Sachsen.

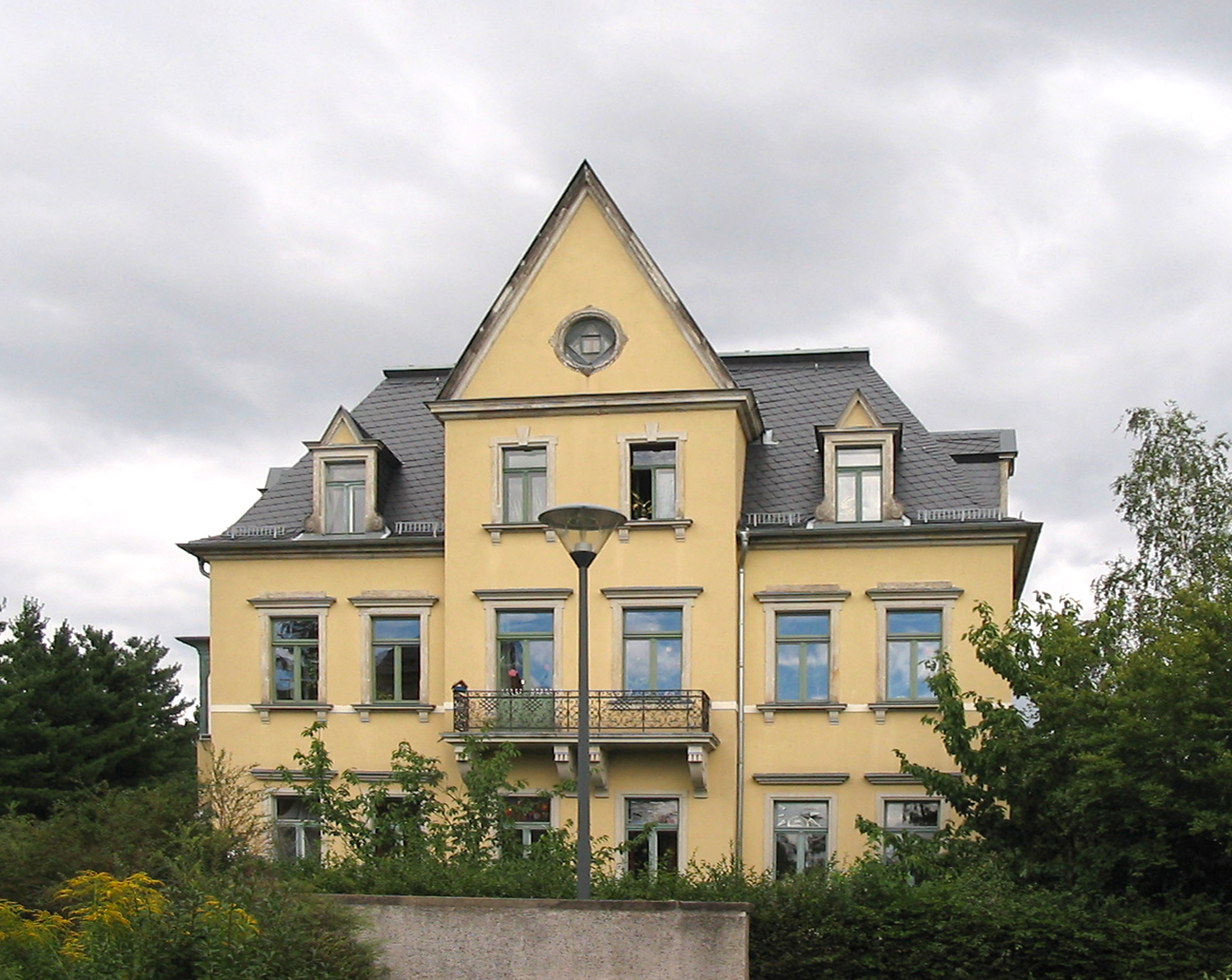
Ehemaliges Oberlößnitzer Rathaus, heute eine Kindertagesstätte

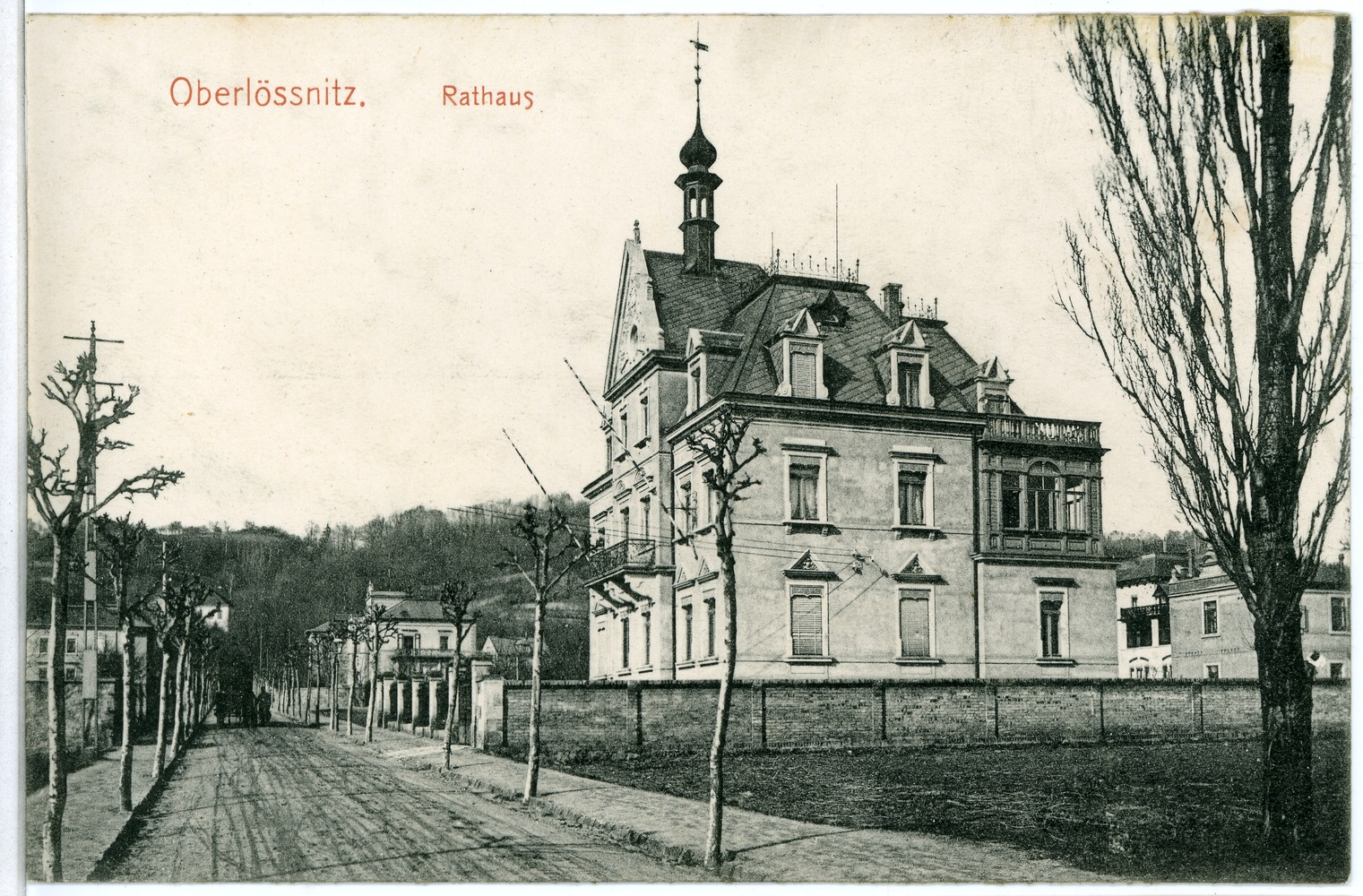
Ehemaliges Rathaus Oberlößnitz, 1901, Seitenansicht und rückwärtige Veranda

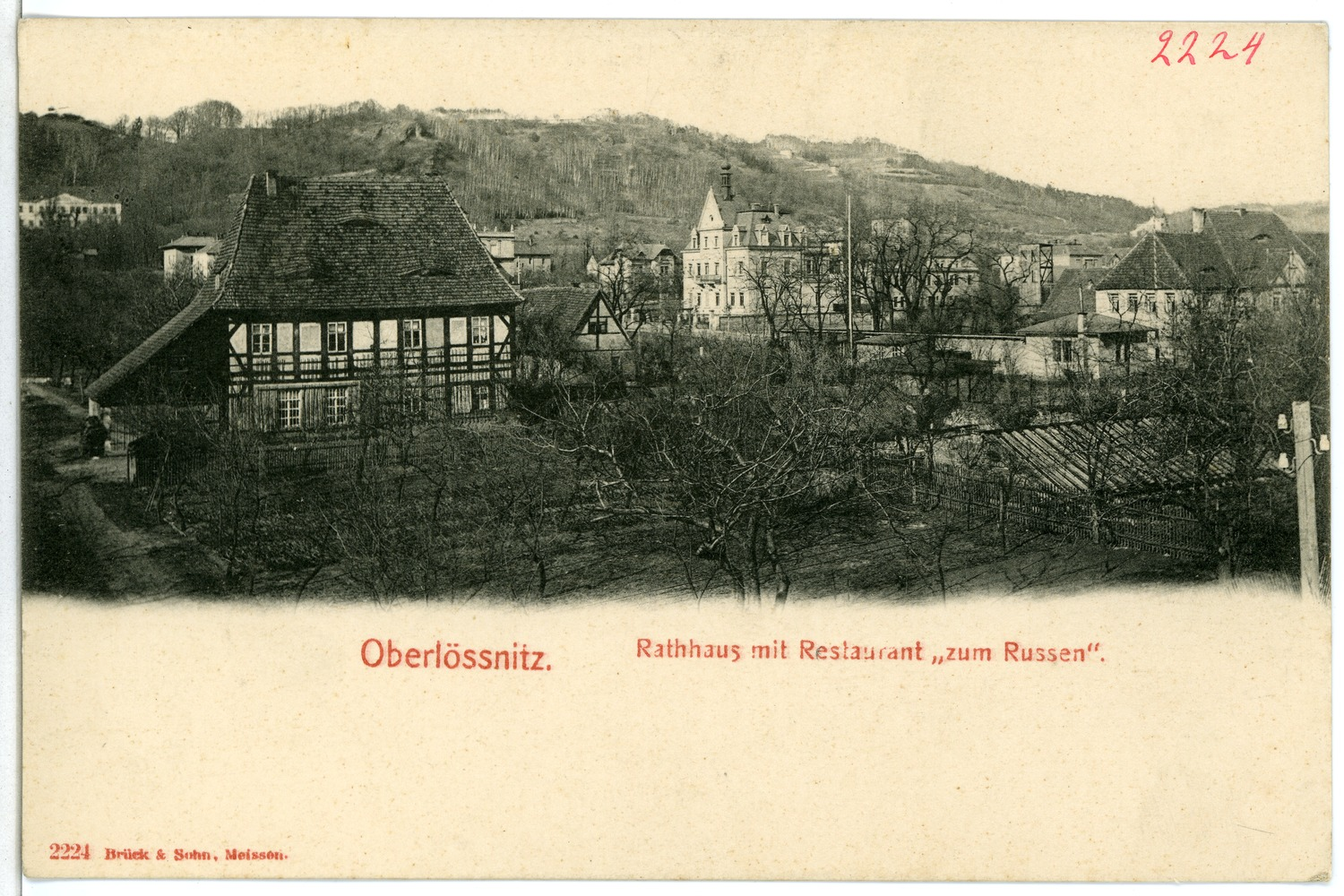
Villa Wach (links hinten), Haus Breitig, Oberlößnitzer Rathaus und Gasthof „Zum Russen“ (rechts), 1901

## Beschreibung
Das ehemalige Rathaus ist heute eine zweigeschossige, denkmalgeschützte Mietvilla. Der Putzbau über Bruchsteinsockel ist schlicht, obenauf sitzt ein schiefergedecktes, ausgebautes Pyramidenstumpfdach mit Lukarnen. Die Fenstereinfassungen bestehen aus Sandstein. In der Straßenfront befindet sich ein dreigeschossiger Mittelrisalit mit Balkon mit reichem Ziergitter, welcher auf Sandsteinkonsolen liegt. Auf dem steilen Dreiecksgiebel des Risalits befand sich ein Dachreiter, der heute fehlt.
Der Eingang befindet sich in einem Vorbau auf der linken Seitenansicht, hinter dem Haus ist ein Treppenturmanbau sowie eine Veranda.

## Geschichte
Fünf Jahre nach der Nachbargemeinde Niederlößnitz baute sich auch der Villen- und Kurort Oberlößnitz ein Rathaus. Der Sitz der Gemeindeverwaltung war bis dahin jeweils im Haus des ehrenamtlichen Gemeindevorstands, von 1892 bis 1904 Friedrich Wilhelm Gläser.
Nach seiner Zeit als Rathaus (vermutlich nach 1934, nach der Eingemeindung von Oberlößnitz nach Radebeul) wurde das Gebäude zu einer Mietvilla umgewidmet.
Während seiner Zeit als Oberbürgermeister der Stadt Radebeul wohnte Heinrich Severit in der Hindenburgstraße 49 (heute Hauptstraße 49).
Heute befindet sich dort im Erd- und Obergeschoss eine Kindertagesstätte, während das Dachgeschoss privat bewohnt wird.